# Jutta Lieske
Jutta Lieske, née le 6 septembre 1961 à Seelow, est une femme politique allemande membre du Parti social-démocrate d'Allemagne (SPD).
Elle est ministre des Infrastructures et de l'Agriculture du Land de Brandebourg dans la coalition rouge-rouge de Matthias Platzeck de novembre 2009 à février 2010.

## Biographie
En 1980, elle obtient son Abitur, puis étudie pendant quatre ans la médecine à l'Université Humboldt de Berlin. À la fin de ses études, elle travaille dans une crèche en tant qu'éducatrice de jeunes enfants jusqu'en 1990. Quatre ans plus tôt, elle avait suivi pendant un an des études supérieures de pédagogie à Eisenhüttenstadt.
Elle entre à l'Institut d'études Bernau en 1994 afin d'y étudier pendant cinq ans le droit administratif municipal, et en ressort diplômée en 1999.
Mariée et mère de trois enfants, elle est de confession évangélique.

## Activité politique
Jutta Lieske adhère au Parti social-démocrate d'Allemagne (SPD) en 1990. La même année, elle est élue maire de la commune de Letschin. Elle renonce à ce poste deux ans plus tard pour prendre, jusqu'en 2003, la direction de l'amt de Letschin. Elle retrouve ensuite sa mairie, qu'elle doit quitter dès 2004, lorsqu'elle est élue députée régionale au Landtag du Brandebourg.
En 2008, elle est réélue membre du conseil municipal de Letschin et devient présidente du groupe SPD à l'assemblée de l'arrondissement de Märkisch-Pays de l'Oder. Le 6 novembre de l'année suivante, Jutta Lieske est nommée ministre des Infrastructures et de l'Agriculture du Brandebourg dans la coalition rouge-rouge de Matthias Platzeck. Elle démissionne à peine trois mois et demi plus tard, le 24 février 2010, invoquant des problèmes de santé.